# Вулиця Софії Караффи-Корбут
Ву́лиця Софії Караффи-Корбут — вулиця у Франківському районі міста Львова, в місцевості Кульпарків. Сполучає вулиці Ярослави Музики та Володимира Великого, утворюючи перехрестя з вулицею Михайла Бойчука.

## Історія та забудова
До 1957 року вулиця мала назву Вулецька дорога. У 1957 році вулицю перейменовано на честь українського художника-мариніста вірменського походження Івана Айвазовського.
Рішенням виконавчого комітету Львівської міської ради від 29 вересня 2022 року вулицю Айвазовського перейменовано на вул. Софії Караффи-Корбут, на пошану української художниці-графіка Софії Караффи-Корбут.
Забудова вулиці Софії Караффи-Корбут змішана. З непарного боку переважають одно- та двоповерхові будівлі барачного типу 1950-х років, приватні будинки, на парному боці розташовані дві дев'ятиповерхівки 1980-х років.